# Jurjen Geert Pinkster
Jurjen Geert Pinkster (Nieuwe Pekela, 30 oktober 1913 - Veendam, 1 april 1945) was een Nederlandse makelaar en verzetsstrijder.

## Biografie
Pinster was een zoon van de bakker Harmannus Pinkster en Hillechiena Olthof. Hij was gehuwd met Engeltje Ristig. Pinkster was aanhanger van het lutheranisme.
Pinkster was makelaar in Veendam. Hij deed in de Tweede Wereldoorlog 
koeriersdiensten voor het verzet. Verder verrichtte hij werkzaamheden voor de Ordedienst. Hij was de ordonnans van kapitein Van Wijk van deze dienst. Op 1 april 1945 kwam de SD met twee Nederlandse verraders 's morgens om vijf uur aan de deur bellen en vroegen aan Jurjen of hij de heer Pinkster was. Zo ja, of hij even mee wilde gaan. Ca. 500 meter van zijn huis werd hij vervolgens door een van beide landwachters vermoord (neergeschoten).
Pinkster is begraven op de oude begraafplaats in Veendam.